# Elise Crombez

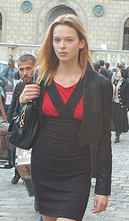
Model Élise Crombez

Elise Crombez (Moeskroen, 24 juli 1982), is een Belgisch model.
Crombez, opgegroeid in het West-Vlaamse Koksijde, werd in 1999 ontdekt door de wedstrijd Miss Mannequin in Roeselare, die ze samen met een vriendin deed. Ze zat toen nog op de middelbare schoolbanken in het College van Veurne. Ze haalde meer dan tien keer de cover van Vogue, zowel de Engelse als de Italiaanse. Ze werd het gezicht van merken als Prada, Jil Sander, Ralph Lauren en Helmut Lang. In 2003 was ze het gezicht van H&M. Verder liep ze modeshows voor Giorgio Armani, Jean Paul Gaultier, Calvin Klein en Christian Dior (ontwerper: John Galliano). In 2002 stond ze in de top vijf van de meest gevraagde modellen ter wereld.
Ze stond op de omslag van een boek over Koksijde. Begin 2013 was ze te zien in het reisprogramma Is 't nog ver? op VIER, samen met Otto-Jan Ham en Jelle De Beule.
In 2015 bracht ze het boek 'Model/Your Body' uit waarin ze vertelt over haar ervaringen als topmodel, gekoppeld aan beauty- en gezondheidsadvies.